# 张远 (足球运动员)
张远（1989年12月8日—），是一名中国足球运动员。

## 俱乐部生涯
张远在清华大学附属小学读书时开始接触棒球和足球，六年级时选择足球并转校到人民大学附属小学，之后又升学到足球名校中国人民大学附属中学继续练习足球。2007年，他入选中国国青队集训并被当时负责成都谢菲联青训工作的尤可为发现，并于2007年底转会加盟刚刚升级到中国足球超级联赛的成都谢菲联。
2008赛季，张远很快就在一队站稳脚跟并在3月29日联赛第一轮成都谢菲联主场1比1战平辽宁宏运的比赛中场休息时替补李铁出场，上演职业生涯的处子秀。 5月17日，他在联赛第八轮射进职业生涯的首个进球，帮助成都谢菲联客场1比1逼平长沙金德。 在张远职业生涯的第一个赛季，他在边锋位置上表现抢眼，出场18次并有2球进账。在2009赛季，他在队中的位置更加稳固，出场26次打进4球，但由于成都谢菲联卷入假球事件最终被罚降级，张远只能在2010年随队征战中甲联赛。
张远在2010赛季出场19次，射进5球，帮助球队以联赛亚军重回中超。球队升级后，他先后收到江苏舜天、杭州绿城、北京国安和广州恒大等球队的邀请。 但最终他选择留在成都完成和成都谢菲联合同的最后一年。2011赛季，成都谢菲联未能保级成功，再次降级到中甲联赛。
2012年1月，在前成都谢菲联主帅王宝山的邀请下，张远自由转会加盟中国足球超级联赛升班马广州富力。
2016年，张远与姜宁一同被卖到河北华夏幸福，但只有姜宁得以留队，张远则被华夏幸福租借给北京人和一年。
2017年1月，张远加盟深圳佳兆业连续两个赛季担任球队主力球员在2018年帮助深圳队成功升级到中超。 
2019年3月，中超第2轮，深圳佳兆业迎战天津天海在比赛补时阶段，张远铲射破门助球队2-1绝杀天津天海。这个进球也是张远在深圳队的首个进球。

## 国家队生涯
2012年5月，张远首次入选中国国家队的集训名单，以备战6月初和西班牙以及越南的国际友谊赛。 但他并没有获得出场机会。9月6日，他在赫尔辛堡中国客场0比1不敌瑞典的友谊赛中替补受伤的郑智登场，第一次代表成年国家队亮相。